# Hiorada angolensis
Hiorada angolensis là một loài tò vò trong họ Ichneumonidae.